# RTL Radio 93.3 und 97.0
RTL Radio 93.3 und 97.0 ist ein Radiosender, der das Mantelprogramm von RTL Radio übernimmt, mit regionaler Werbung, Wetter und Verkehrsfunk und für die gesamte Großregion Saar-Lor-Lux über UKW sendet. Obwohl das Schwesterprogramm RTL Radio den gleichen Namen hat, wurden lange Zeit zwei verschiedene Programme gesendet. Seit 2014 ist das Mantelprogramm wieder von RTL Radio. Das Programm richtete sich an die Zielgruppe der 14- bis 49-Jährigen.
Der Radiosender ist auch im Livestream verfügbar. RTL Radio 93.3 und 97.0 zuvor gegangen war Radio Luxemburg, das vor der Liberalisierung des Rundfunks in Deutschland von Luxemburg aus sendete.

## Geschichte
Da das über UKW verbreitete RTL Radio ein auf Deutschland ausgerichtetes Programm sendet(e) und kein Regionalprogramm für Luxemburg bot, startete man am 1. Dezember 2008 um 12 Uhr das Programm RTL Radio 93.3 und 97.0. Die Musikmischung wurde bei RTL Radio 93.3 und 97.0 verändert und beinhaltete statt Major-AC ein Hot-AC-Format.
Im Dezember 2012 wurde der Slogan des Senders erneuert und lautete Die besten Hits im besten Mix.
Am 23. Dezember 2013 wurde aus strategischen Gründen wieder das bundes- und europaweite Programm "RTL RADIO – Die besten Hits aller Zeiten" (seit 1. Juli 2015 RTL – Deutschlands Hit-Radio) auf die regionalen UKW-Frequenzen 93,3 und 97,0 MHz gelegt.
Nach wie vor bietet RTL auf der 93,3 und 97,0 MHz regionales Wetter und Verkehrsservice für die Region Sar-Lor-Lux aus Luxemburg.

## Programm und Musikrichtung
Es wurde ein Regionalprogramm für Luxemburg, das Saarland, Rheinland-Pfalz, Ostbelgien und Lothringen gesendet. Halbstündlich gab es eine kurze Form der Regionalnachrichten die morgens, mittags und feierabends ausgestrahlt werden, einen regionalen Wetterbericht und Verkehrsmeldungen für die zu versorgenden Regionen, während stündlich ausführliche Nachrichten aus der ganzen Welt und auch aus der Region gesendet wurden. Die Musikmischung war geprägt von Oldies, Evergreens und aktuellen Hits seit den 80ern. Es wurden ebenfalls Veranstaltungstipps und Sondersendungen gesendet sowie "TBB Trier aktuell" mit TBB-Hallensprecher Chris Schmitt, donnerstags zwischen 16 und 17 Uhr oder der "RTL RADIO Cinemaxx Film-Tipp" mit den aktuellen Filmcharts, mittwochs zwischen 18 und 19 Uhr. Die Morgensendung hieß Jans Morgen, ab dem 7. Januar 2013 wurde sie in Jan und Julia am Morgen umbenannt. Sie wurde werktäglich zwischen 6 und 10 Uhr gesendet und von Jan Seifert (seit 2013 auch Julia Siegel) moderiert. RTL Radio wollte damit die Ausrichtung auf seine Zielgruppe verstärken und vergrößern. Die Einstellung der Sendung, sowie des gesamten Programms führte vor allem auf der Facebook-Seite des Senders zu großen Protesten und Unverständnis, auf das der Sender jedoch nicht reagierte.

## Empfang
RTL RADIO 93.3 und 97.0 wird terrestrisch über die UKW-Sender in Düdelingen (93,3 MHz) und Hosingen (97,0 MHz) verbreitet. Es wird ebenfalls ein Livestream auf der Homepage des Senders sowie eine iOS- und Android-App angeboten. Die Regionalversion von RTL Radio ist nach wie vor als eigenes Programm etwa bei TuneIn verfügbar.